# Alva Colquhuon
Alva Colquhuon (Sydney, 30 marzo 1942) è un'ex nuotatrice australiana.
Specializzata nello stile libero, ha vinto la medaglia d'argento nella staffetta 4x100 m sl alle Olimpiadi di Roma 1960.

## Palmarès
- Giochi olimpici

Roma 1960: argento nella staffetta 4x100 m sl.
- Giochi dell'Impero e del Commonwealth Britannico

1958 - Cardiff: oro nella staffetta 4x110yd sl e bronzo nei 110yd sl.